# Myrmecocichla arnotti
Myrmecocichla arnotti là một loài chim trong họ Muscicapidae.